# Carl Schenck AG

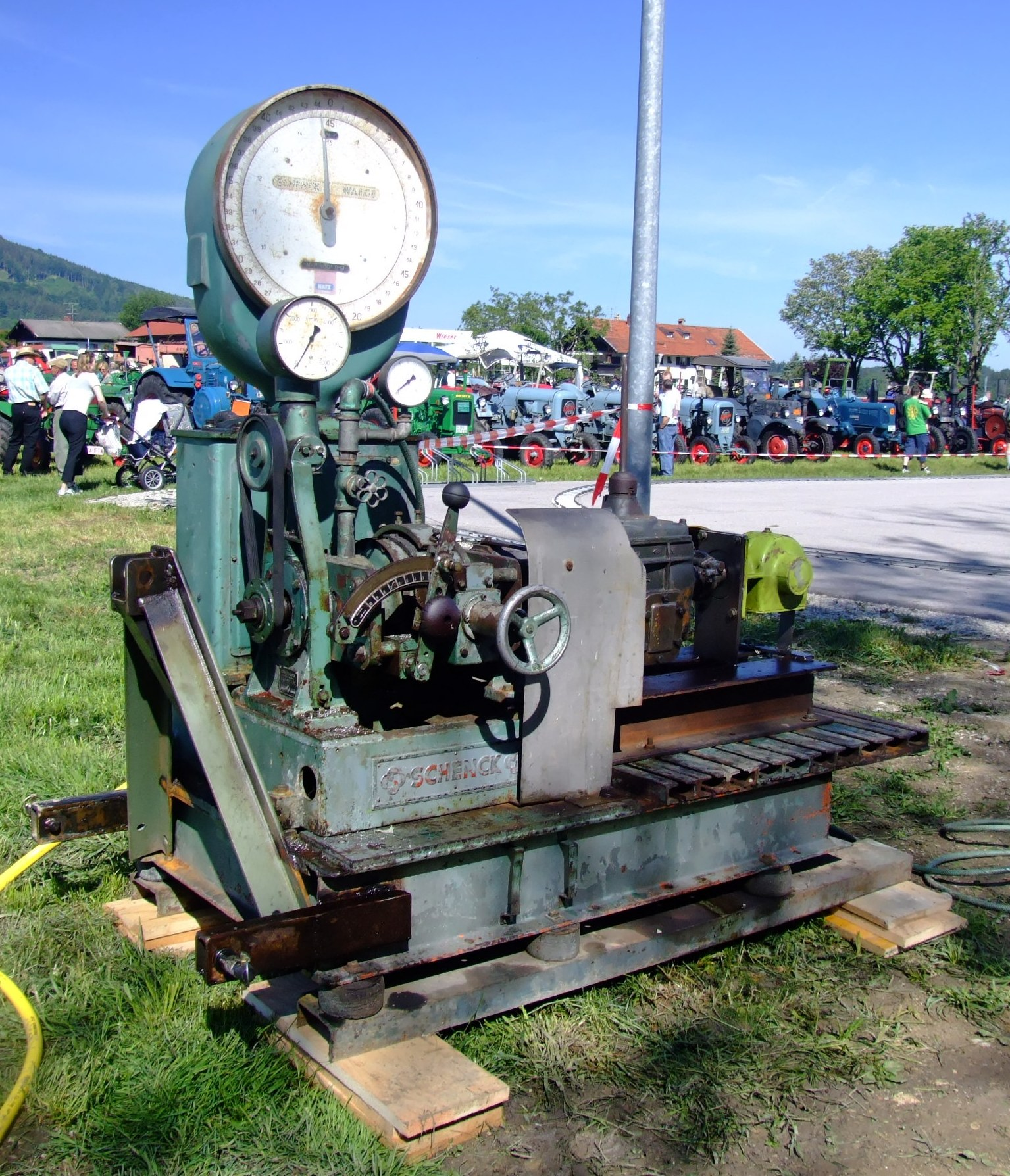
Drehmomentwaage, 1955

Die Carl Schenck AG ist ein 1881 gegründetes Maschinenbau-Unternehmen in Darmstadt. Es gehört seit 2000 zur Stuttgarter Dürr AG und konzentriert sich seitdem auf die Diagnose- und Auswuchttechnik.
Das traditionelle Geschäft mit Mess- und Wiegetechnik wurde 2004 an den Finanzinvestor HgCapital verkauft und firmiert heute als Schenck Process GmbH. Die Schenck Process wird ab 2008 ihre Expansion mit Unterstützung von IK Investment Partners (ehem. Industri Kapital) fortsetzen.

## Geschichte
1881 gründete der Unternehmer Carl Schenck die Carl Schenck Eisengießerei & Waagenfabrik. Schwerpunkt der Geschäftstätigkeit war der Bau von Waagen.
Carl Schencks Tochter Marie Luise Therese heiratete am 14. Juli 1892 in Darmstadt den Gymnasiallehrer Georg Büchner, der später als geschäftsführender Direktor das Unternehmen Carl Schenck leitete.
Seit 1902 baute das Unternehmen auch Fördertechnik und seit 1907 Auswuchtmaschinen. Nach dem Zweiten Weltkrieg expandierte Carl Schenck weltweit und gründete Fertigungsstätten und Niederlassungen in zahlreichen Ländern. 1974 wurde das Unternehmen in eine Aktiengesellschaft umgewandelt, die 1984 an die Börse ging.
2000 übernahm die Dürr AG die Mehrheit der Anteile der Carl Schenck AG. 2004 wurden die verbliebenen Aktionäre in einem Squeeze-out abgefunden und die Schenck Process GmbH an das Private-Equity-Unternehmen HgCapital verkauft. Zur Carl Schenck AG gehören heute vor allem die Tochterfirmen Schenck RoTec GmbH (Balancing and Assembly Products, BAP) sowie das Dienstleistungsunternehmen Schenck Technologie- und Industriepark GmbH.
Das Unternehmen pflegt traditionell gute Beziehungen zur TU Darmstadt, unter anderem durch die Dotation des Carl-Schenck-Preises, mit dem die Universität jährlich vier Stipendien an Studenten der Fachbereiche Rechts- und Wirtschaftswissenschaften, Maschinenbau, Elektrotechnik und Informationstechnik sowie Informatik verleiht.